# Kati & Azuro
Kati & Azuro sind die Hauptfiguren der gleichnamigen Hörspielserie, die seit November 2011 bei Sony Musics Label EUROPA erscheint. Die Geschichten sind zumeist eine Genremischung aus Pferde- und Detektivgeschichten. Alle Folgen erscheinen sowohl als CD und als mp3-Download.

## Folgen
| Folgennummer | Folge                             | Erscheinungsdatum  |
| ------------ | --------------------------------- | ------------------ |
| 01           | Rettet Azuro!                     | 25. November 2011  |
| 02           | Azuro startet durch               | 25. November 2011  |
| 03           | Versteck am Hexenpfad             | 14. September 2011 |
| 04           | Rätsel um Serafina                | 15. Februar 2013   |
| 05           | Kati auf der Flucht               | 7. Juni 2013       |
| 06           | Eiskalt erwischt!                 | 22. November 2013  |
| 07           | Der stumme Zeuge                  | 14. Februar 2014   |
| 08           | Fohlen in Gefahr                  | 22. November 2014  |
| 09           | Das Geheimnis der Fledermaushöhle | 13. Februar 2015   |
| 10           | Der Fall „Georgie“                | 17. Juli 2015      |
| 11           | Gefangen im Schnee                | 25. September 2015 |
| 12           | Brandgefährlich                   | 19. Februar 2016   |
| 13           | Die Rache des Drachen             | 3. Juni 2016       |
| 14           | Der Fluch der Donnerhexe          | 30. September 2016 |
| 15           | Spuren im Schnee                  | 18. November 2016  |
| 16           | Der letzte Beweis                 | 12. Mai 2017       |
| 17           | Gefährliche Dreharbeiten          | 29. September 2017 |
| 18           | Alarm auf der Weihnachtsfeier     | 24. November 2017  |
| 19           | Irrlicht im Moor                  | 23. März 2018      |
| 20           | Geheimnis unterm Eulennest        | 13. Juli 2018      |
| 21           | Jagd auf den Spion                | 2. November 2018   |
| 22           | Der Geisterreiter                 | 22. Februar 2019   |
| 23           | Azuros großer Auftritt            | 24. Mai 2019       |
| 24           | Giftige Rache                     | 30. August 2019    |
| 25           | Ein Monster im Schneewald         | 22. November 2019  |
| 26           | Der Tatoo-Mann                    | 10. April 2020     |
| 27           | Die schwarze Lippe                | 24. Juli 2020      |
| 28           | Auf Glatteis geführt              | 6. November 2020   |
| 29           | Die grüne Grotte                  | 12. Februar 2021   |
| 30           | Der schwarze Panther              | 14. Mai 2021       |
| 31           | Das schlaue Pferd                 | 06. August 2021    |
| 32           | Im Schein des blauen Mondes       | 29. Oktober 2021   |
| 33           | Ein riskanter Ritt                | 04. Februar 2022   |
| 34           | Drama am Set                      | 27. Mai 2022       |

## Besetzung
In den ersten sieben Folgen spricht Carolin von der Groeben die Protagonistin Kati Schulze. Ab der achten Episode übernimmt den Part Florentine Draeger, die aufgrund eines Auslandsaufenthalts mit der 16. Folge von Linda Fölster abgelöst wird. Cleo von Itzehoe wird in den ersten sieben Episoden von Nina Mölleken gesprochen, ab der achten Folge ist Katharina von Keller zu hören. Ulli Potofski ist der Erzähler der ersten 18 Folgen und wurde danach durch Wolf Frass abgelöst. Dieser wiederum wurde ab Folge 27 durch Peter Bieringer ersetzt.

## Rezeption
Die Serie wurde von Kritikern größtenteils positiv aufgenommen, auch wenn die Stimmen von Kati und Cleo anfangs kritisiert wurden. Diese wurden mit der Folge 8 dann ausgetauscht.